# Anna Göldi
Anna Göldi (ook: Goldin) (Sennwald, 24 oktober 1734 - Glarus, 13 juni 1782) staat bekend als de laatste persoon die in Europa als heks werd geëxecuteerd. Ze werd in 1782 ter dood gebracht voor een moord in Glarus.
Nadat Göldi in 1765 naar Glarus verhuisd was, werkte ze daar zeventien jaar lang als dienstmeid voor de arts en magistraat Johann Jakob Tschudi. Nadat er in de melk van Tschudi's tweede dochter naalden gevonden werden, werd Göldi ontslagen. De dochter begon naalden over te geven en kreeg last van heftige krampen. Tschudi beschuldigde Göldi er van de naalden in het brood en de melk van zijn dochter te hebben gestoken, naar zijn zeggen door bovennatuurlijke middelen. Göldi sloeg op de vlucht, maar werd kort daarop gearresteerd door de autoriteiten van het kanton Glarus.  Toen ze het meisje genas, sterkte dat de autoriteiten in de overtuiging dat ze een heks was. Onder marteling bekende ze dat ze een pact met de duivel was aangegaan, die aan haar was verschenen als een zwarte hond.  Meteen na het beëindigen van de folteringen trok ze de bekentenis weer in, maar werd toch veroordeeld op 18 juni 1782 tot executie door onthoofding. In de aanklacht werd officieel van "vergiftiging" gesproken in plaats van hekserij, alhoewel de wet op het moment niet de doodstraf oplegde voor een niet-dodelijke vergiftiging. Het proces leidde, vanwege de schijnbare heksenjacht die leidde tot het vonnis, tot heftige reacties in de pers.

## Rehabilitatie
Op 20 september 2007 besloot het Zwitserse parlement, de Bondsvergadering, om Anna Göldi's zaak als een gerechtelijke dwaling af te doen. Fritz Schiesser, de vertegenwoordiger voor Glarus in de Bondsvergadering, riep op tot Anna Göldi's vrijwaring van de aanklacht. Die werd verleend op 27 augustus, op grond daarvan dat zij onderworpen was aan een "illegaal proces". Ter nagedachtenis aan Anna Göldi is er in Glarus een museum aan haar gewijd.